# Chaetodon fasciatus
Chaetodon fasciatus es una especie de pez marino del género Chaetodon, familia Chaetodontidae. 
Es denominado comúnmente pez mariposa diagonal, ya que, en efecto, su cuerpo está atravesado diagonalmente por varias franjas oscuras paralelas.

## Morfología
Posee la morfología típica de su familia, cuerpo ovalado, semi-rectangular con las aletas extendidas, y comprimido lateralmente. 
La coloración general del cuerpo es amarilla, con líneas diagonales marrones oscuras a negras en los lados, con una mancha difusa oscura cubriendo la parte superior del cuerpo. Tiene una mancha negra que le cubre el ojo, y una franja blanca encima de ésta, y tocando la blanca, otra negra en la parte superior anterior del cuerpo. Las aletas dorsal, anal y caudal son amarillas, con el margen marrón grisáceo las dos primeras, y en rojo la caudal. Las pélvicas son también amarillas, y las pectorales con el nacimiento amarillo y la parte exterior translúcida.
Alcanza los 22 cm de largo.

## Alimentación
Es una especie omnívora, aunque se alimenta fundamentalmente de pólipos de corales, así como algas bénticas y pequeños invertebrados marinos.

## Reproducción
Son dioicos, o de sexos separados, ovíparos, y de fertilización externa. El desove sucede antes del anochecer. Forman parejas monógamas durante el ciclo reproductivo, pero no protegen sus huevos y crías después del desove.

## Hábitat y distribución
Especie asociada a arrecifes, en áreas de abundante crecimiento de coral duro, preferentemente en arrecifes planos. Normalmente ocurren solitarios o en parejas.
Su rango de profundidad está entre 2 y 25 metros.
Se distribuye en aguas tropicales del océano Índico. Es especie nativa de Arabia Saudí; Egipto; Eritrea; Israel; Jordania; Kenia; Somalia; Sudán; Yemen y Yibuti.

## Galería

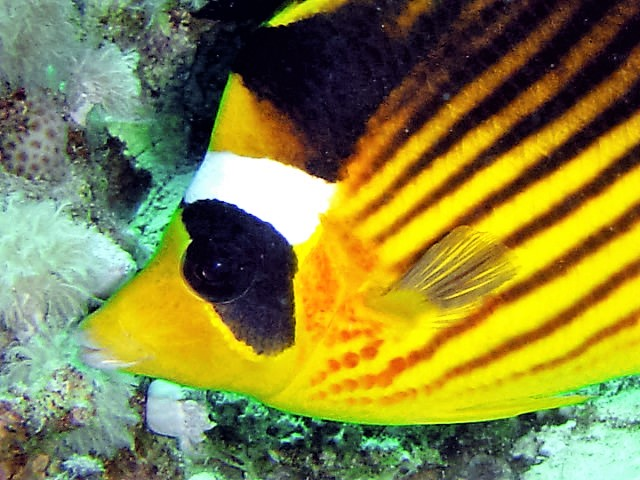
Vista de cabeza de C. fasciatus
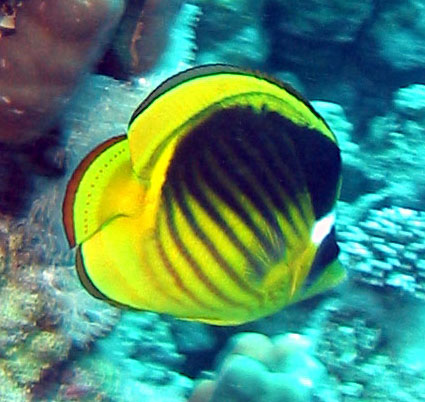
Vista posterior de aletas dorsal, caudal y anal.
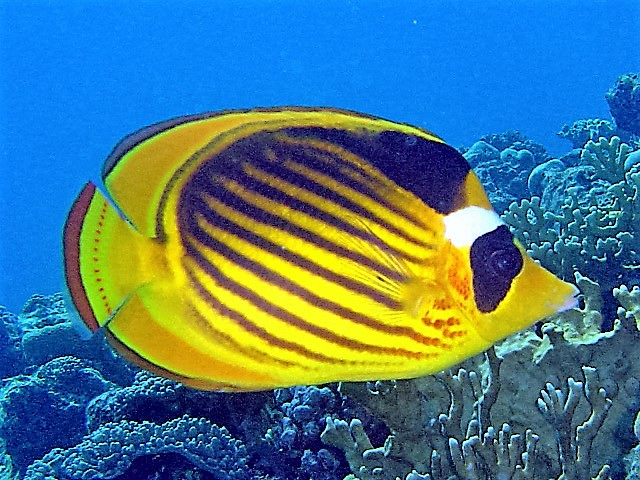
C. fasciatus en Egipto, Hurghada
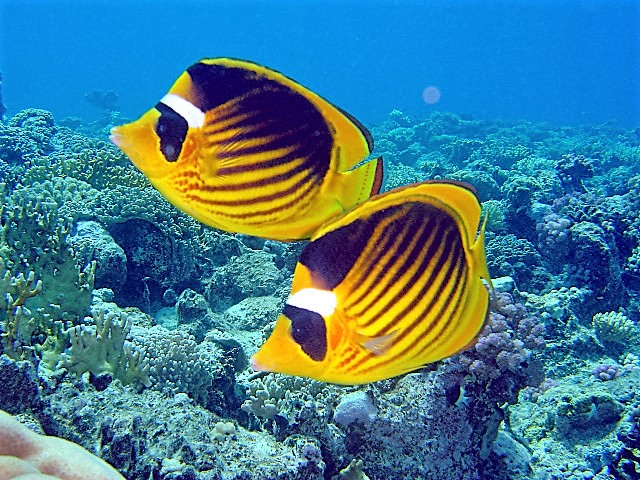
Pareja en Hurghada
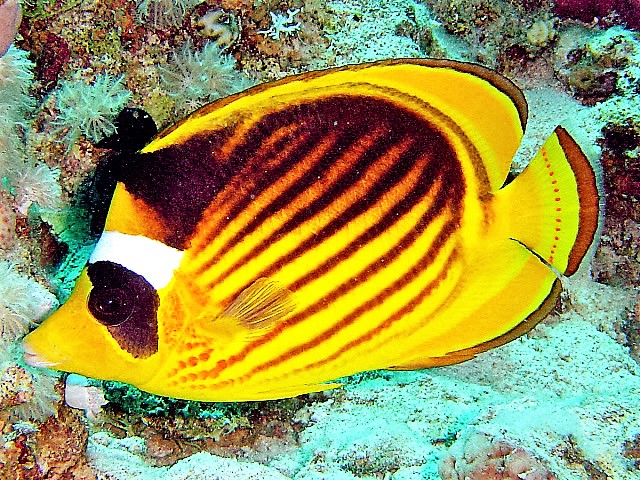
En Sharm el Sheik, mar Rojo, Egipto.
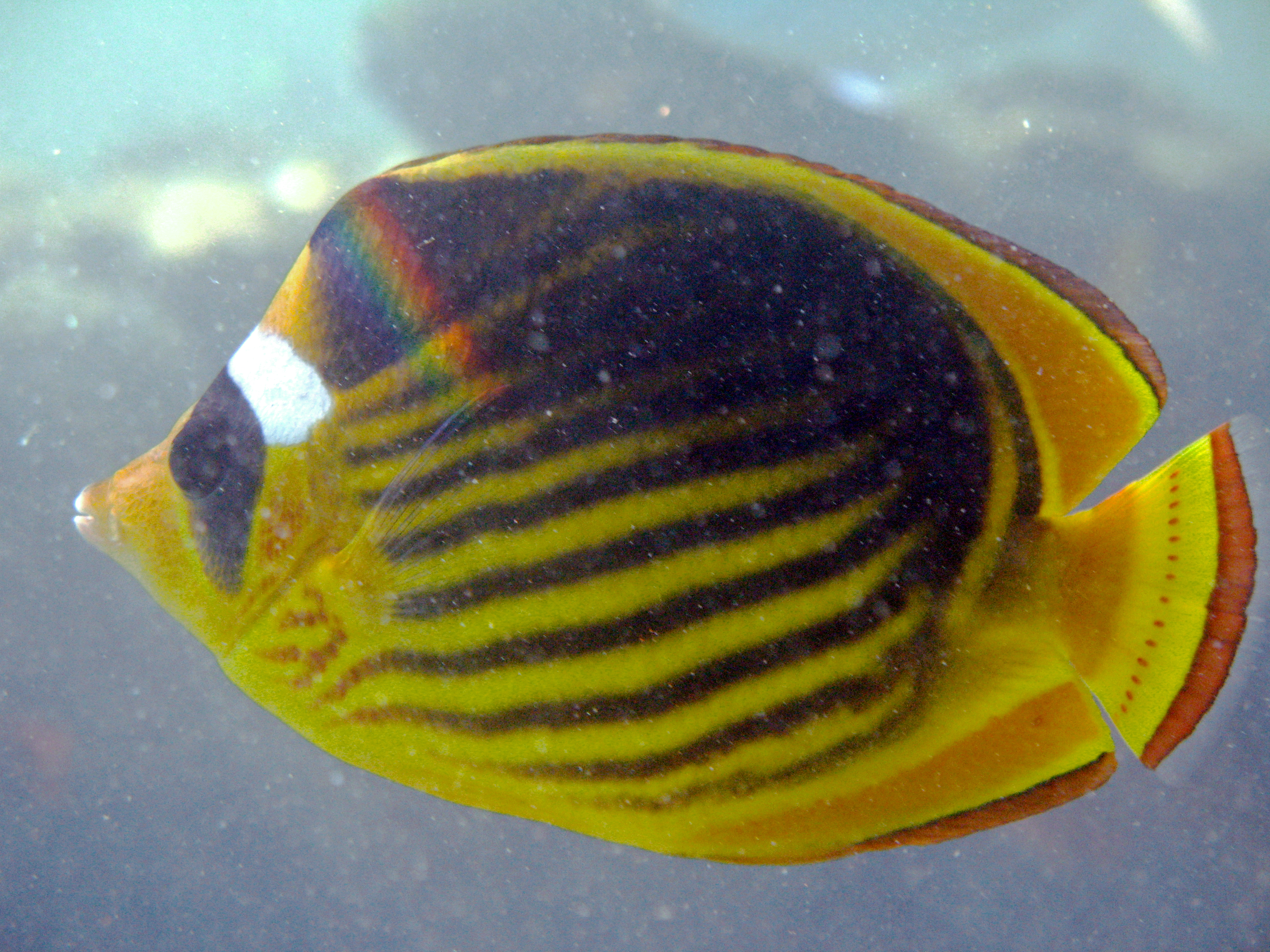
Con un arco iris encima, en Eliat, Israel